# Římskokatolická farnost Jimramov
Římskokatolická farnost Jimramov je územním společenstvím římských katolíků v rámci žďárského děkanství brněnské diecéze s farním kostelem Narození Panny Marie.

## Historie farnosti
Již ve 13. století stál v Jimramově kostel, zmiňovaný v první písemné zprávě o obci v roce 1361. Dochovaný fragment románské křtitelnice v severní kapli napovídá, že nejstarší církevní stavba na tomto místě mohla být zčásti, nebo zcela vystavěna v tomto slohu – při opravách kostela v roce 1991 bylo objeveno v čelní stěně presbytáře pozdně gotické okno. Budova kostela dostala nynější podobu při barokní přestavbě v letech 1707–1715. V 18. století byla ke kostelu přistavěna hrobka.

## Duchovní správci
Jména farářů v Jimramově jsou známá od roku 1800.
Farářem byl od 1. srpna 2012 R. D. Mgr. Pavel Vybíhal. S platností od 1. května 2018 se administrátorem stal R. D. Mgr. Ing. Marek Husák, DiS. Od 1. srpna 2023 byl farářem farnosti R. D. Mariuzs Józef Sierpniak, toho 1. srpna 2025 nahradil R. D. Mgr. Bc. Václav Hejč.

## Primice
Ve farnosti slavil primici:
- Jaroslav Laštovička (2016) [6]

## Bohoslužby
| Kostel               | Místo    | Bohoslužba (den)     | Hodina                              | Poznámka     |
| -------------------- | -------- | -------------------- | ----------------------------------- | ------------ |
| Narození Panny Marie | Jimramov | neděle pondělí pátek | 8.15 7.30 17.30 (zima)/18.30 (léto) | farní kostel |

## Aktivity ve farnosti
Na nedělní bohoslužbě se ve farnosti pravidelně setkává asi 200 věřících. Farní kostel je denně otevřen k návštěvě a ztišení či modlitbě. Pravidelná je výuka náboženství, konají se poutě, výlety nebo tábory pro děti. Oblast Jimramovska je také známá silnou přítomností evangelických křesťanů, již od dob tolerance jsou dobré vzájemné ekumenické vztahy.
Dnem vzájemných modliteb farností za bohoslovce a bohoslovců za farnosti brněnské diecéze je 30. květen. Adorační den připadá na 24. prosince.
Ve farnosti se pravidelně koná tříkrálová sbírka. V roce 2016 se při sbírce vybralo v Jimramově 25 334 korun. O dva roky později dosáhl výtěžek sbírky 30 865 korun.